# Arthur Okonkwo
Arthur Chukwuezugo Okonkwo (sinh ngày 9 tháng 9 năm 2001) là một cầu thủ bóng đá chuyên nghiệp người Anh thi đấu ở vị trí thủ môn cho câu lạc bộ Wrexham tại League 2.

## Danh hiệu
Sturm Graz
- Cúp bóng đá Áo: 2022-23[4]